# Oskar Johansson
Oskar Johansson, född 27 december 1990 i Örebro, är en svensk fotbollsspelare.
Johanssons moderklubb är Karlslunds IF. Inför säsongen 2008 gick han till Örebro SK. Johansson debuterade från start hemma mot IFK Göteborg, en match ÖSK vann med 4–2. Sommaren 2011 lämnade han klubben. Därefter återvände han till moderklubben Karlslunds IF.